# Michaił Kawierzniew
Michaił Kiriłłowicz Kawierzniew (ros. Михаил Кириллович Каверзнев, ur. 1905 w Odessie, zm. w marcu 1975 w Soczi) – funkcjonariusz radzieckich służb specjalnych, generał major.

## Życiorys
Rosjanin, 1925 skończył techniczną szkołę kolejową w Odessie, później studiował w Instytucie Energetycznym w Odessie, pracował jako technik metalurgiczny w odeskiej fabryce. Od grudnia 1930 członek WKP(b), od marca 1933 do marca 1934 słuchacz Centralnej Szkoły OGPU ZSRR, po czym został pomocnikiem pełnomocnika Wydziału Ekonomicznego Pełnomocnego Przedstawicielstwa OGPU, następnie Zarządu NKWD obwodu moskiewskiego, 1935-1936 pełnomocnik operacyjny Wydziału Ekonomicznego Zarządu Bezpieczeństwa Państwowego (UGB) Zarządu NKWD obwodu moskiewskiego, od 13 stycznia 1936 sierżant bezpieczeństwa państwowego. Od stycznia 1937 zastępca szefa, a od czerwca 1937 do 26 kwietnia 1939 szef Oddziału 8 Wydziału 3 Zarządu NKWD obwodu moskiewskiego, 1 grudnia 1937 awansowany na porucznika bezpieczeństwa państwowego, od 26 kwietnia do lipca 1939 szef Wydziału 2 Zarządu Ekonomicznego Zarządu NKWD obwodu moskiewskiego, 19 maja 1939 awansowany na kapitana bezpieczeństwa państwowego. Od lipca 1939 do marca 1941 szef Wydziału 1 Zarządu Ekonomicznego Zarządu NKWD miasta Moskwy, od marca do 6 sierpnia 1941 szef Wydziału 1 Zarządu NKGB obwodu moskiewskiego, od 6 sierpnia 1941 do 13 czerwca 1942 szef Zarządu Ekonomicznego Zarządu NKWD obwodu moskiewskiego, 4 października 1941 mianowany majorem bezpieczeństwa państwowego. Od 13 czerwca 1942 do 7 maja 1943 zastępca szefa Zarządu NKWD obwodu moskiewskiego, 14 lutego 1943 awansowany na pułkownika bezpieczeństwa państwowego, od 7 maja 1943 do 10 lutego 1945 ludowy komisarz bezpieczeństwa państwowego Uzbeckiej SRR, 27 lipca 1943 awansowany na komisarza bezpieczeństwa państwowego. Od 10 lutego 1945 do 7 września 1949 szef Zarządu NKGB/MGB obwodu kujbyszewskiego, 9 lipca 1945 mianowany generałem majorem, od 7 września 1949 do 24 listopada 1951 szef Zarządu MGB Kraju Krasnodarskiego, od 24 listopada 1951 do 29 maja 1953 pełnomocnik MGB/MWD w Niemczech, od 10 czerwca do 20 lipca 1953 doradca MWD ZSRR przy Ministerstwie Bezpieczeństwa Narodowego Czechosłowacji, następnie w dyspozycji Zarządu Kadr MWD ZSRR. Od 4 września 1953 do 13 kwietnia 1954 szef Zarządu MWD obwodu rostowskiego, od 12 sierpnia 1954 do 12 sierpnia 1955 pomocnik dyrektora fabryki nr 41 Ministerstwa Przemysłu Lotniczego ZSRR, później pomocnik głównego konstruktora moskiewskiej fabryki, od kwietnia 1967 na emeryturze w Soczi. Deputowany do Rady Najwyższej ZSRR 3 kadencji.
11 maja 1956 wykluczony z partii (w marcu 1966 przyjęty ponownie), 31 maja 1956 pozbawiony stopnia generalskiego "za naruszenie sowieckiego prawa przy prowadzeniu śledztwa i fałszowanie spraw śledczych".

## Odznaczenia
- Order Czerwonej Gwiazdy (dwukrotnie - 20 września 1943 i 25 lipca 1949)
- Order „Znak Honoru” (1942)
- Odznaka "Honorowy Funkcjonariusz Czeki/GPU (XV)" (9 maja 1938)

I 10 medali.